# Alfons Maria Stickler
Alfons Maria kardinál Stickler SDB (23. srpna 1910 Neunkirchen – 12. prosince 2007 Vatikán) byl rakouský římskokatolický kněz, vysoký úředník římské kurie, salesián, kardinál.

## Kněz
Vstoupil do kongregace salesiánů Dona Bosca (SDB), první sliby složil 15. srpna 1928 v noviciátě. Studoval v řádových domech v Německu, Rakousku a Itálii (v Turíně a v Římě). Kněžské svěcení přijal 27. března 1937 v Římě. Poté pokračoval ve studiích na Papežském Atheneu svatého Apolináře, kde v roce 1940 obhájil doktorát práv. Řadu let přednášel kanonické právo na Salesiánské univerzitě v Turínu, kde byl v letech 1953 až 1958 děkanem (v roce 1957 byla univerzita přemístěna do Říma) a v letech 1958 až 1966 rektorem. Jako expert se účastnil jednání Druhého vatikánského koncilu. Od roku 1971 byl prefektem vatikánské knihovny.

## Biskup a kardinál
Na podzim 1983 byl jmenován titulárním arcibiskupem, biskupské svěcení mu udělil papež Jan Pavel II. 1. listopadu téhož roku. Při konzistoři v květnu 1985 byl jmenován kardinálem. Po této nominaci se stal plnoprávným knihovníkem a archivářem Římskokatolické církve. Na odpočinek odešel v červenci 1988. Byl zastáncem tradiční předkoncilní liturgie. Od srpna 2006, po smrti kardinála Willebrandse byl nejstarším kardinálem na světě.